# Danyliwka (obwód czernihowski)
Danyliwka (ukr. Данилівка) – wieś na Ukrainie, w obwodzie czernihowskim, w rejonie koriukowskim, w hromadzie Mena. W 2001 liczyła 504 mieszkańców, spośród których 475 wskazało jako ojczysty język ukraiński, 25 rosyjski, 2 ormiański, a 1 inny.